# DeVon Hardin
DeVon Michael Hardin (Long Beach, 7 agosto 1986) è un ex cestista statunitense.

## Carriera
È stato selezionato dai Seattle SuperSonics al secondo giro del Draft NBA 2008 (50ª scelta assoluta).

## Palmarès
- Campionato bielorusso: 1

Minsk 2006: 2011